# فالح أكرم فهمي
اللواء الركن فالح أكرم فهمي (1940-13 فبراير 1989) هو عسكري ورياضي عراقي راحل.
كان عداء تنافس في سباق 200 متر في دورة الألعاب الأولمبية الصيفية عام 1960، كما كان كابتن منتخب العراق الوطني بكرة السلة.
شارك بحرب 1973، ومعارك شمال العراق وحرب الخليج الأولى، وقد أعدم بتهمة إهانة صدام حسين.

## روابط خارجية
- فالح أكرم فهمي على موقع أوليمبيديا (الإنجليزية)